# فتحي نورين
فتحي نورين (مواليد 14 يونيو 1991) هو لاعب جودو جزائري. يتنافس في فئة وزن أقل من 73 كلغ منذ سنة 2016. كما نافس أيضا في فئة وزن أقل من 66 كلغ.

## مسيرته
وُلد في وهران، بدأ ممارسة الجودو في السابعة من عمره.
تم اختيار نورين للمنافسة ضمن الألعاب الأولمبية الصيفية 2020 في فئة وزن 73 كلغ، لكنه أعلن رفقة مدربه عمار بن خليف انسحابه بعدما أوقعته القرعة في مواجهة محتملة مع مُنافس إسرائيلي، حيث كان من المقرر أن يواجه نورين اللاعب السوداني محمد عبد الرسول في مباراته الأولى في دور الـ64، مع احتمالية أن يلتقي في دور الـ32 مع الإسرائيلي «بوتبول طاهار» في فئة 73 كلغ رجال.
وهذه ليست المرة الأولى التي يُقدم فيها نورين على مثل هذه الخطوة، فقد انسحب من بطولة العالم للجودو سنة 2019 في طوكيو حينما كان سيواجه نفس اللاعب الإسرائيلي. وقال نورين، في تصريحات لقناة البلاد الجزائرية، إن «موقفي ثابت من القضية الفلسطينية، وأرفض التطبيع وإن كلفني ذلك الغياب عن الألعاب الأولمبية، سيعوضنا الله». إثر ذلك، فتح الاتحاد الدولي للجودو تحقيقا في الأمر أدى إلى إيقاف نورين ومدربه إيقافا مؤقتا.

## إنجازاته
| العام | البطولة                   | المرتبة | صنف الوزن             |
| ----- | ------------------------- | ------- | --------------------- |
| 2021  | بطولة أفريقيا للجودو 2021 | الأول   | فئة وزن أقل من 73 كلغ |
| 2020  | بطولة أفريقيا للجودو 2020 | الثالث  | فئة وزن أقل من 73 كلغ |
| 2019  | بطولة أفريقيا للجودو 2019 | الأول   | فئة وزن أقل من 73 كلغ |
| 2018  | بطولة أفريقيا للجودو 2018 | الأول   | فئة وزن أقل من 73 كلغ |
| 2016  | بطولة أفريقيا للجودو 2016 | الثالث  | فئة وزن أقل من 73 كلغ |
| 2014  | بطولة أفريقيا للجودو 2014 | الثالث  | فئة وزن أقل من 66 كلغ |

## روابط خارجية
- فتحي نورين على موقع الفيدرالية الدولية للجودو (الإنجليزية)
- فتحي نورين على موقع JudoInside.com (الإنجليزية)
- فتحي نورين على موقع AllJudo.net (الفرنسية)
- فتحي نورين على موقع أوليمبيديا (الإنجليزية)